# بيت فلمنج
بيت فلمنج (بالإنجليزية: Pete Fleming)‏ هو مبشر أمريكي، ولد في 1928 في سياتل في الولايات المتحدة، وتوفي في 8 يناير 1956 في Curaray River ‏ في بيرو.